# Stenamma

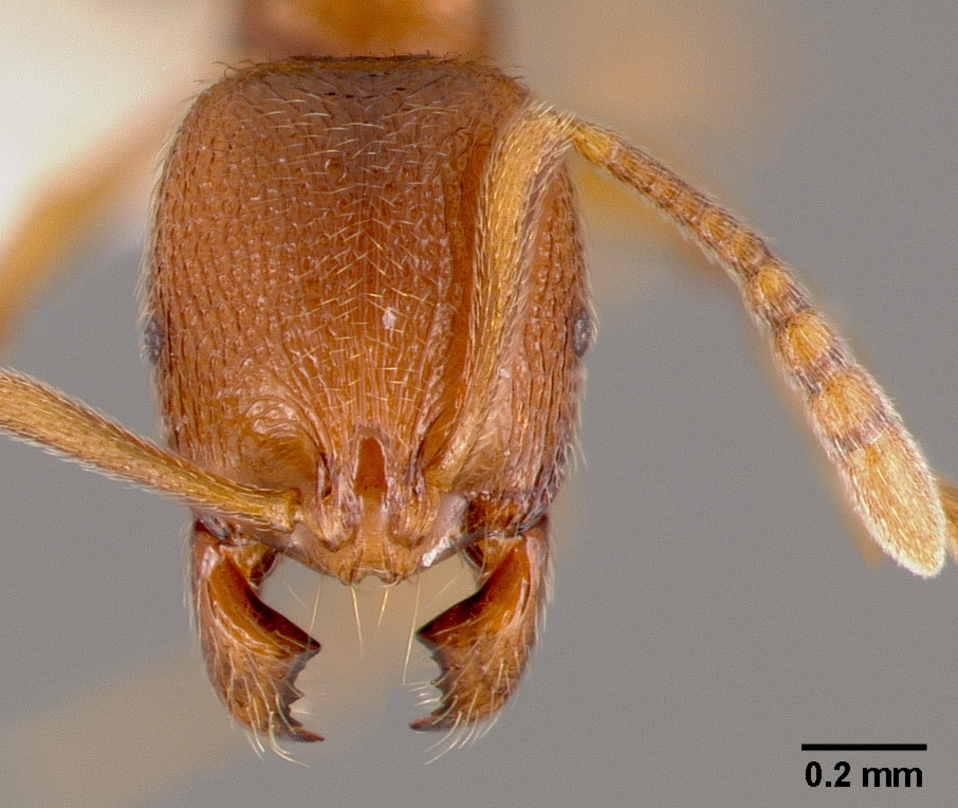
Stenamma diecki

Stenamma (лат.) — род муравьёв трибы Stenammini из подсемейства Myrmicinae (Formicidae). Более 80 видов.

## Распространение
Почти всесветное, главным образом в Палеарктике (более 20 видов), Неарктике (более 40), Неотропике (6), Северной Африке (Алжир и Марокко). Отсутствуют в Афротропике и Австралии. Для СССР приводилось 12 видов (Арнольди, 1975).

## Описание
Мелкие муравьи рыжевато-красного, бурого или чёрного цвета (длина 3—5 мм), внешне похожи на Myrmica и Leptothorax. Усики 12-члениковые (булава из 4 сегментов). Стебелёк между грудкой и брюшком состоит из двух сегментов (петиоль + постпетиоль). Также как у филогенетически близких родов Aphaenogaster и Messor, заднемедиальная часть наличника Stenamma широко вставлена между лобными долями и при просмотре анфас обычно намного шире любой доли в самом широком месте. Кроме того, вдоль апикального края клипеуса у Aphaenogaster и Messor имеется ряд щетинок, которые намного толще, чем щетинки, наблюдаемые у Stenamma. Почвенные, скрытные и малоподвижные муравьи. Семьи малочисленные, содержат не более сотни муравьёв.

## Систематика
Около 80 видов. Род относят к трибе Stenammini, где он близок к родам Novomessor и Veromessor, а также к Aphaenogaster и Messor.

### Виды
- Stenamma africanum Santschi, 1939 — Алжир, Тунис
- Stenamma ailaoense Liu & Xu, 2011 — Китай
- Stenamma alas Longino, 2005
- Stenamma andersoni Branstetter, 2013[1]
- Stenamma atribellum Branstetter, 2013[1]
- ex Stenamma berendti Mayr, 1868 — ископаемый вид
- Stenamma bhutanense Baroni Urbani, 1977 (в 2009 перенесён в род Lordomyrma)[4]
- Stenamma brevicorne Mayr, 1886
- Stenamma brujita Branstetter, 2013[1]
- Stenamma californicum Snelling, 1973
- Stenamma callipygium Branstetter, 2013[1]
- Stenamma catracho Branstetter, 2013[1]
- Stenamma chiricahua Snelling, 1973
- Stenamma connectum Branstetter, 2013[1]
- Stenamma crypticum Branstetter, 2013[1]
- Stenamma cusuco Branstetter, 2013[1]
- Stenamma debile Foerster, 1850 — Европа
  - =Stenamma golosejevi Karavaiev, 1926
  - =Stenamma ucrainicum Arnol'di, 1928
- Stenamma diecki Emery, 1895
- Stenamma diversum Mann, 1922
- Stenamma dyscheres Snelling, 1973
- Stenamma exasperatum Snelling, 1973
- Stenamma excisum Branstetter, 2013[1]
- Stenamma expolitico Branstetter, 2013[1]
- Stenamma expolitum Smith, M.R., 1962
- Stenamma felixi Mann, 1922
- Stenamma fovolocephalum Smith, M.R., 1930
- Stenamma georgii Arnol'di, 1975 — Россия (Туапсе, Черноморское побережье Кавказа))[2]
- Stenamma gurkhale DuBois, 1998 — Непал[3]
- Stenamma hojarasca Branstetter, 2013[1]
- Stenamma ignotum Branstetter, 2013[1]
- Stenamma jeriorum DuBois, 1998 — Пакистан[3]
- Stenamma kurilense Arnol'di, 1975 — Россия (Кунашир)[2]
- Stenamma lagunum Branstetter, 2013[1]
- Stenamma lippulum (Nylander, 1849) — Грузия, Израиль, Россия (Кавказ: Красная Поляна)[5]
  - =Stenamma hirtula Emery, 1898
  - =Stenamma caucasicum Arnol'di, 1975[2]
- Stenamma llama Branstetter, 2013[1]
- Stenamma leptospinum Branstetter, 2013[1]
- Stenamma lobinodus Branstetter, 2013[1]
- Stenamma longinoi Branstetter, 2013[1]
- Stenamma maximon Branstetter, 2013[1]
- Stenamma megamanni Branstetter, 2013[1]
- Stenamma monstrosum Branstetter, 2013[1]
- Stenamma muralla Branstetter, 2013[1]
- Stenamma nanozoi Branstetter, 2013[1]
- Stenamma nonotch Branstetter, 2013[1]
- Stenamma ochrocnemis Branstetter, 2013[1]
- Stenamma pelophilum Branstetter, 2013[1]
- Stenamma picopicucha Branstetter, 2013[1]
- Stenamma saenzae Branstetter, 2013[1]
- Stenamma sandinista Branstetter, 2013[1]
- Stenamma sogdianum Arnol'di, 1975 — окр. Самарканда (Узбекистан)[2]
- Stenamma stictosomum Branstetter, 2013[1]
- Stenamma striatulum Emery, 1895 — Европа (в том числе Россия)
- Stenamma tiburon Branstetter, 2013[1]
- Stenamma tico Branstetter, 2013[1]
- Stenamma ussuriense Arnol'di, 1975 — Россия, КНДР[2]
- Stenamma vexator Branstetter, 2013[1]
- Stenamma westwoodii Westwood, 1839 — Европа[2] typus
- Stenamma wheelerorum Snelling, R.R., 1973 — США
- Stenamma wilsoni Bharti, Gul & Sharma, 2012 — Индия
- Stenamma wumengense Liu & Xu, 2011 — Китай
- Stenamma yaluzangbum Liu & Xu, 2011 — Китай
- Stenamma zelum Branstetter, 2013[1]
- Другие виды